# غويانيا أرينا
غويانيا أرينا (بالإنجليزية: Goiânia Arena)‏ هي ساحة رياضية داخلية تستخدم في الغالب للكرة الطائرة وتقع في غويانيا، البرازيل. تبلغ سعة الساحة 15،000 متفرج للحفلات الموسيقية و11،333 متفرجًا للرياضة. تستضيف الساحة الحفلات الموسيقية والأحداث الرياضية الداخلية، مثل الكرة الطائرة وكرة السلة ويو إف سي.